# Stegastes leucostictus
Lo Stegastes leucostictus (Castelnau, 1855) è un pesce osseo marino appartenente alla famiglia (tassonomia) Pomacentridae. È noto in inglese come beau gregory o beaugregory.

## Descrizione

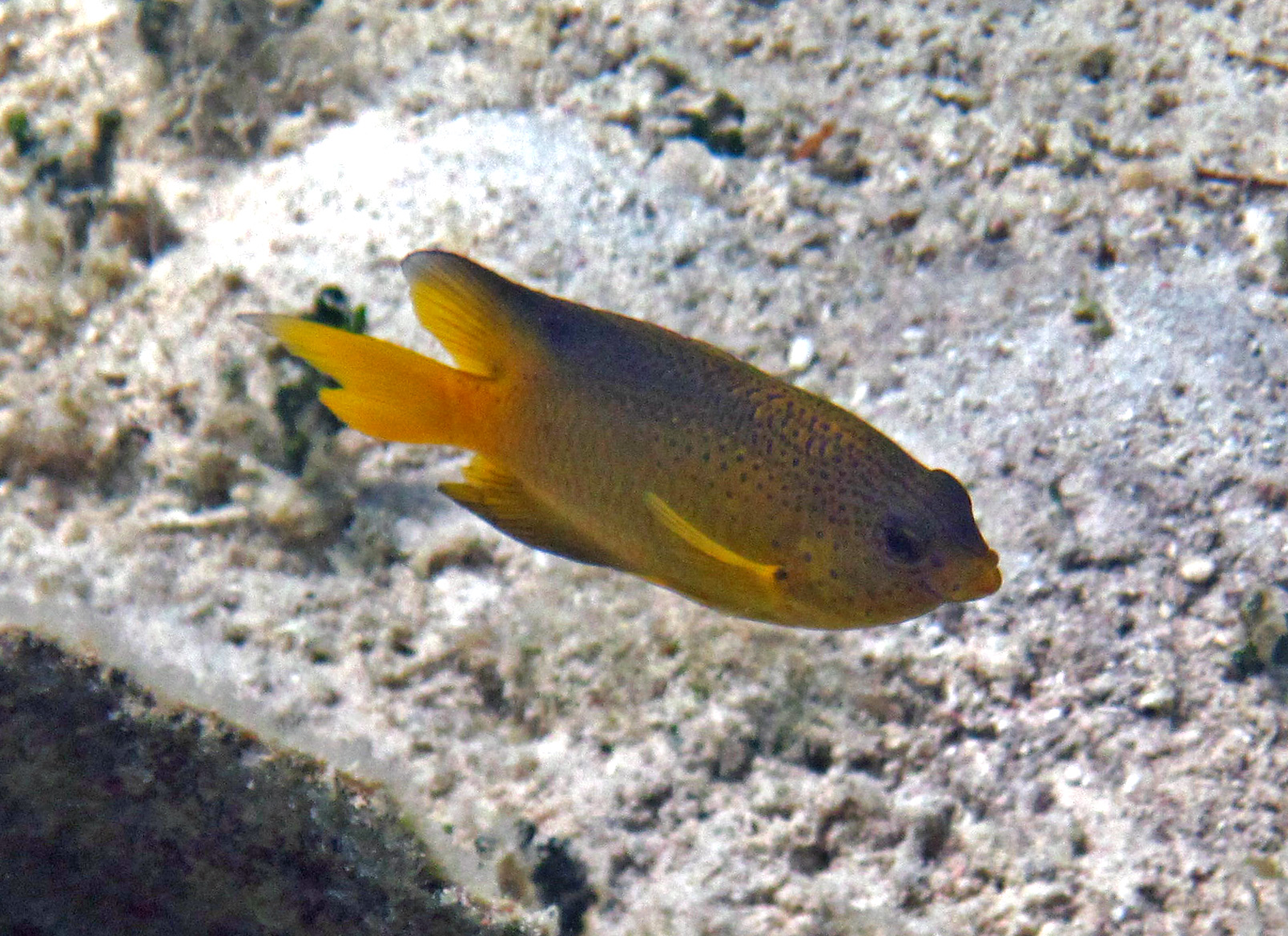
S. Leucostictus nel mare dell'Isola di San Salvador (Bahamas).

Lo Stegastes leucostictus è un pesce osseo dal corpo abbastanza tozzo, ovale, compresso lateralmente e cresce fino a circa 10 cm. La colorazione è piuttosto varia, ma generalmente è blu scuro o marrone sulla testa e lungo la cresta del dorso e gialla sui fianchi. La pinna dorsale ha 12 raggi spinosi e da 13 a 16 raggi molli. La pinna anale ha due raggi spinosi e da 12 a 14 raggi molli. La pinna caudale ha una biforcazione poco profonda e le coppie di pinne pettorali e pelviche non hanno spine. La bocca è posta sulla punta del muso.
Uno S. leucostictus immaturo ha strisce e macchie blu sulla testa e una lucentezza blu opaca sulla parte superiore della testa e della metà anteriore del corpo. Ha una grande macchia nera cerchiata di blu centrata nel punto in cui le spine della pinna dorsale si uniscono ai raggi molli. Man mano che il giovane si sviluppa, questo punto si sposta verso l'alto sulla pinna. Inoltre, una macchia scura appena sopra ciascuna pinna pettorale distingue questa specie dalle altre del genere.

## Distribuzione e habitat
Abita acque poco profonde fino a una profondità di circa 10 m nell'Oceano Atlantico] occidentale. Il suo habitat si estende dalla Florida e dal Golfo del Messico verso sud fino al Brasile. È un pesce demersale, che normalmente rimane entro 50 cm dal fondale. I suoi habitat preferiti sono i prati di Posidonia oceanica, le barriere coralline o rocciose e le distese sabbiose. Talvolta si trova tra le mangrovie.

## Biologia
Si nutre principalmente di alghe, ma consuma anche vermi marini, anfipodi, foraminiferi e molluschi gasteropodi. Il maschio protegge un territorio, anche se di rado interagisce con i suoi vicini. Il predominio è legato alla qualità del territorio occupato. Il proprietario di un territorio di alta qualità detiene il dominio e se viene rimosso e un maschio sottomesso si trasferisce, a sua volta sviluppa il dominio.

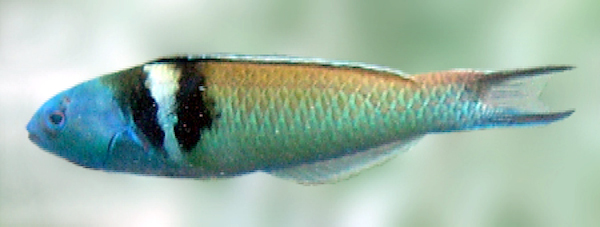
Il Thalassoma bifasciatum mangia le uova di S. leucostictus.

Durante la stagione riproduttiva, maschio e femmina formano un legame di coppia. Le uova vengono nascoste all'interno di una conchiglia vuota o sotto una pietra e il maschio custodisce il nido e ventila le uova con le sue pinne per mantenerle ben ossigenate.
Il Thalassoma bifasciatum preda le uova di S. leucostictus, il cui maschio può valutare il livello di minaccia rappresentato da uno o più T. bifasciatum e reagire in modo appropriato: o insegue l'altro pesce, tormentandolo, o adotta una postura minacciosa a testa bassa.